# Deurningen
Ne doit pas être confondu avec Noord Deurningen ou Durningen.
Deurningen est un village situé dans la commune néerlandaise de Dinkelland, dans la province d'Overijssel. Le 1er janvier 2008, le village comptait 1 947 habitants.